# Divan (titel)
Med divan avsågs i Stora moguls rike i Indien den som erhållit stormogulens (feodala) koncession att sköta skatteuppbörden inom ett visst större område. Denna koncession benämndes divani. Den civile ståthållaren i motsvarande område kallades nizam.